# Herriard
Herriard – wieś w Anglii, w hrabstwie Hampshire, w dystrykcie Basingstoke and Deane. Leży 27 km na północny wschód od miasta Winchester i 74 km na południowy zachód od Londynu. W 2005 miejscowość liczyła 247 mieszkańców.